# Synagoga w Rużomberku

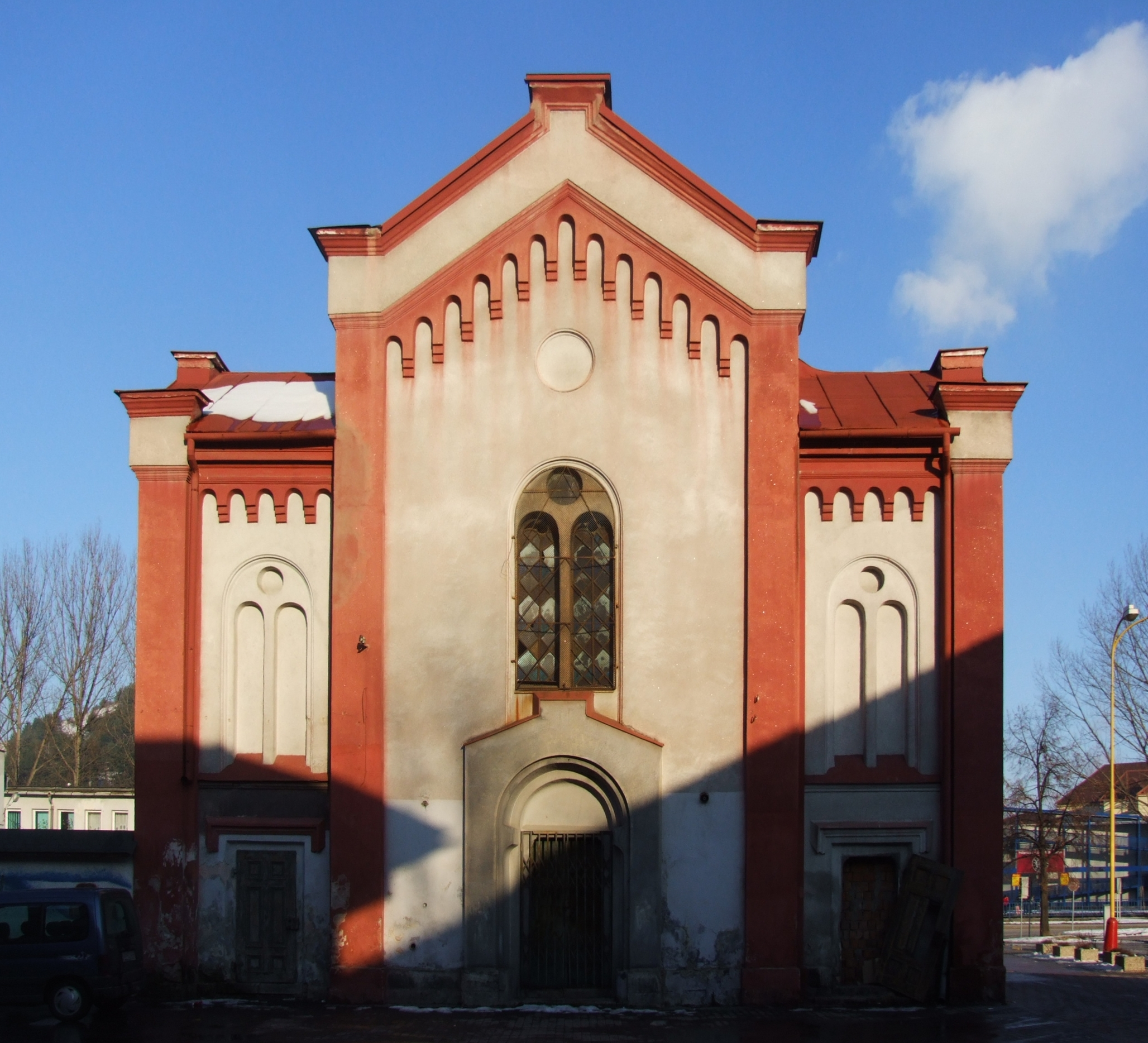
Synagoga od frontu przed remontem. Zwracają uwagę zamurowane boczne wejście oraz częściowo wyrwane drzwi

Synagoga w Rużomberku – synagoga znajdująca się w słowackim mieście Rużomberk. Znajduje się na obrzeżach starego centrum, przy ulicy Pańskiej.
Synagoga powstała w 1880 roku w modnym wówczas stylu rundbogen, charakterystycznym dla sztuki użytkowej. Trzyczęściowa fasada pomalowana jest na kolor czerwony i biały. Wnętrze jest trójnawowe, nawę główną podtrzymują filary, podobnie jak galerię dla kobiet. 
Budynek przetrwał II wojnę światową, ale został zdewastowany. Na ścianie wschodniej zachował się Aron ha-kodesz, witraże (część szyb powybijano) oraz część malowideł wewnętrznych. Długo budynek był mocno zaniedbany i zamknięty. W 2013 rozpoczął się remont świątyni, a w październiku 2014 roku została ona otwarta dla mieszkańców. Ma służyć do celów wystawienniczych i jako sala koncertowa.